# すまてん
すまてんは、テレビ神奈川（tvk）で放送されていたミニ番組である。放送開始は2007年10月1日。2008年8月をもって放送終了。後枠は全て「tvk weather report」である。

## 放送時間
- 月曜日 - 金曜日：7:20 - 7:25
- 土曜日：15:55 - 16:00
- 日曜日：10:20 - 10:25

## 概要
神奈川県内のtvkハウジングの住宅展示場やモデルハウスを紹介している。
製作はtvkコミュニケーションズ。
| スタブアイコン | サブスタブ | この項目は、まだ閲覧者の調べものの参照としては役立たない、テレビ番組に関連した書きかけの項目です。この項目を加筆・訂正などしてくださる協力者を求めています（P:テレビ/PJ:放送または配信の番組）。 |